# 孔伷
孔伷（2世纪—约190年），字公緒，陳留人，東漢末期人物。

## 生平
《英雄记》說孔伷能“清谈高论，嘘枯吹生。」鄭泰評孔伷「並無軍旅之才，執銳之干。」
早期為符融推薦，擔任上計吏，中平六年(189年)，孔伷被董卓任命為豫州刺史，同時也是起兵討董卓的地方勢力之一，與陳國相許瑒合兵討伐董卓，屯兵颍川。許瑒族弟許靖，因曾向董卓舉薦孔伷等人，因而逃出洛陽，到豫州投靠孔伷。
初平元年(190年)，袁術表孫堅代替孔伷領豫州刺史，孫堅屯兵魯陽，率豫州諸郡兵北上，屯兵梁東。董卓軍徐榮、李蒙攻之，孫堅兵敗與數十騎潰逃，豫州兵為董卓軍所俘，穎川太守李昊、張安(身份不詳)，於洛陽城西畢圭苑中被生烹，二人臨入鼎，相謂曰：“不同日生，而同日烹。”此外，《董卓傳》裴注引《献帝纪》載，袁紹任命的豫州從事李延，亦為董卓軍所俘獲，煮之。
孔伷或在190年底病死或戰死，因此袁術表孫堅為豫州刺史代替孔伷領豫州諸郡兵。

## 豫州軍陣營
- 劉寵，陳王，在關東諸侯興義兵伐董卓時，劉寵率領軍隊屯駐在陽夏，自稱「輔漢大將軍」，討伐國賊董卓。
- 許瑒，許靖族兄，陳國相。與孔伷合兵討伐董卓。
- 徐璆，汝南太守。
  - 許劭，汝南功曹。
- 許靖，周毖和許靖舉薦了孔伷、韓馥、張邈等人，後來韓馥等攻打董卓，董卓於是殺了周毖，許靖擔心被殺，投靠豫州刺史孔伷。
- 李旻，穎川太守。孫堅代替孔伷領豫州兵北上，死於梁東之戰。
  - 張安，官職身份不詳，與李旻同時被董卓軍烹殺。
- 李延，袁紹所任命的豫州從事，為董卓軍烹殺。

## 流行文化
在《三國演義》第五回中，孔伷為討伐董卓的十八路諸侯中的第三鎮。

## 评价
- 郑泰：“孔公绪，清淡高论，嘘枯吹生，并无军旅之才，执锐之干。”（《后汉书·卷七十·郑孔荀列传第六十》）